# Cortandone
Cortandone (Cortandon in piemontese /kʊrtaŋ'dʊŋ/) è un comune italiano di 319 abitanti della provincia di Asti situato nelle colline del Monferrato.

## Storia
Cortandone è appartenuto, nel XII secolo, ai "Di Cortandone" (signori locali).
Successivamente il feudo passò ai Mandra, poi ancora ai Pallidi, Pallio, Scarampi e Di Macello.
Per più di un secolo, dal 1654, i Facello e i Pelletto furono gli unici signori di Cortandone.

### Simboli
(D.P.R. 17 ottobre 1992)
Gonfalone : drappo di azzurro, riccamente ornato di ricami d'argento e caricato dello stemma sopra descritto con la iscrizione centrata d'argento, recante la denominazione del comune. Le parti di metallo ed i cordoni saranno argentati. L'asta verticale sarà ricoperta di velluto azzurro, con bullette argentate disposte a spirale. Nella freccia sarà rappresentato lo stemma del comune e sul gambo inciso il nome. Cravatta con nastri tricolorati dai colori nazionali frangiati d'argento

## Geografia fisica
Il capoluogo è collocato nella destra idrografica della valletta bagnata dal rio di Monale e il territorio è caratterizzato da terreni a vocazione assai diversificata in funzione della struttura del terreno, dell’altezza e dell’esposizione. Le parti più basse sono costituite da giacimenti marini, mentre le colline presentano argille forti alternate a sabbie.
Il comune è prevalentemente immerso nei boschi ed è circondato da campi di mais.
Sono molto diffusi anche i noccioleti, coltura tipica del luogo.

## Monumenti e luoghi d'interesse
- Dalla piazza, imboccando via della Costa, si raggiunge in breve il Municipio presso il quale è situata la settecentesca parrocchiale di Sant’Antonio abate; la chiesa presenta una facciata in stile tardo barocco con mattoni a vista. Le decorazioni all’interno risalgono al 1907 e sono opera del pittore Giovanni Lamberti mentre a Luigi Morgari si devono le raffigurazioni dei quattro Evangelisti e di Sant’Antonio che ornano il soffitto. Dal sagrato della Chiesa di Sant'Antonio Abate è possibile osservare i resti delle mura dell’antico Castello, minato e gravemente danneggiato dalle truppe francesi nel 1705. Nella seconda metà del secolo successivo venne poi demolita la rimanente parte.
- Percorrendo la strada sulla destra della parrocchia si arriva alla chiesetta di San Carlo, luogo di devozione popolare già menzionato in un lascito del 1626; in passato circondata da vigne essa è oggi immersa nel bosco.
- In frazione Campìa troviamo la chiesetta di San Grato riedificata a spese dei borghigiani nel 1863.
- Chiesa in onore di Cristo Salvatore, eretta nella seconda metà del XVIII secolo ove sorgeva un antico pilone.
- Si segnalano, inoltre, un punto panoramico in Frazione Campia, la panchina gigante "Serpanca" e il murale realizzato nell'ottobre 2021 dall'artista Roberto Collodoro rappresentante una conchiglia, che unisce le genti e le stagioni della vita, inaugurato il 24 ottobre 2021, l'opera è di dimensioni: 9 x 4 metri

## Società

### Evoluzione demografica
Abitanti censiti

### Etnie e minoranze straniere
Secondo i dati ISTAT al 1º gennaio 2019 la popolazione straniera residente era di 22 persone e rappresentano il 7% dell'intera popolazione residente.
Le nazionalità maggiormente rappresentate in base alla loro percentuale sul totale della popolazione straniera residente erano:
- Romania 8 (36.40%)
- Albania 2 (9,09%)
- Austria 1 (4,55%)
- Polonia 1 (4,55%)
- Germania 1 (4,55%)
- Pakistan 2 (9,09%)
- Nigeria 7  (31,82%)

## Cultura

### Eventi
- Nel mese di settembre in paese si celebra la Festa delle Masche, le streghe in lingua piemontese, figure leggendarie della tradizione di Langa e Monferrato.
- Sagra della Bagna càuda, organizzata dalla proloco del paese, durante tutti i weekend del mese di novembre.

## Amministrazione
Di seguito è presentata una tabella relativa alle amministrazioni che si sono succedute in questo comune.
| Periodo        | Periodo        | Primo cittadino       | Partito                            | Carica  | Note        |
| -------------- | -------------- | --------------------- | ---------------------------------- | ------- | ----------- |
| 25 giugno 1985 | 28 maggio 1990 | Giovanni Goria        | Democrazia Cristiana               | Sindaco | [ 6 ]       |
| 28 maggio 1990 | 24 aprile 1995 | Giovanni Goria        | Democrazia Cristiana               | Sindaco | [ 6 ]       |
| 24 aprile 1995 | 14 giugno 1999 | Giulio Lampiano       | Partito Democratico della Sinistra | Sindaco | [ 6 ]       |
| 14 giugno 1999 | 14 giugno 2004 | Giulio Lampiano       | Lista civica                       | Sindaco | [ 6 ]       |
| 14 giugno 2004 | 8 giugno 2009  | Giorgio Fedele Brosio | Lista civica                       | Sindaco | [ 6 ]       |
| 8 giugno 2009  | 26 maggio 2014 | Claudio Stroppiana    | Lista civica Noi per Cortandone    | Sindaco | [ 6 ]       |
| 26 maggio 2014 | 26 maggio 2019 | Claudio Stroppiana    | Lista civica Noi per Cortandone    | Sindaco | [ 6 ] [ 7 ] |
| 26 maggio 2019 | 10 giugno 2024 | Claudio Stroppiana    | Lista civica Noi per Cortandone    | Sindaco | [ 6 ] [ 7 ] |
| 10 giugno 2024 | in carica      | Claudio Stroppiana    | Lista civica Noi per Cortandone    | Sindaco | [ 6 ] [ 8 ] |

Il comune fa parte della comunità collinare Valtriversa.